# 4308 Magarach
4308 Magarach eller 1978 PL4 är en asteroid i huvudbältet som upptäcktes den 9 augusti 1978 av den rysk-sovjetiske astronomen Nikolaj Tjernych vid Krims astrofysiska observatorium på Krim. Den har fått sitt namn efter ett ryskt forsknings institut som grundades 1828.
Asteroiden har en diameter på ungefär 9 kilometer.